# Opel Karl
La Opel Karl è un'automobile di fascia medio-bassa prodotta dalla casa automobilistica tedesca Opel. È stata presentata in anteprima mondiale al Salone dell'automobile di Ginevra nel marzo del 2015. Nel Regno Unito è stata commercializzata come Vauxhall Viva. La produzione è terminata nel 2019.

## Debutto e nome

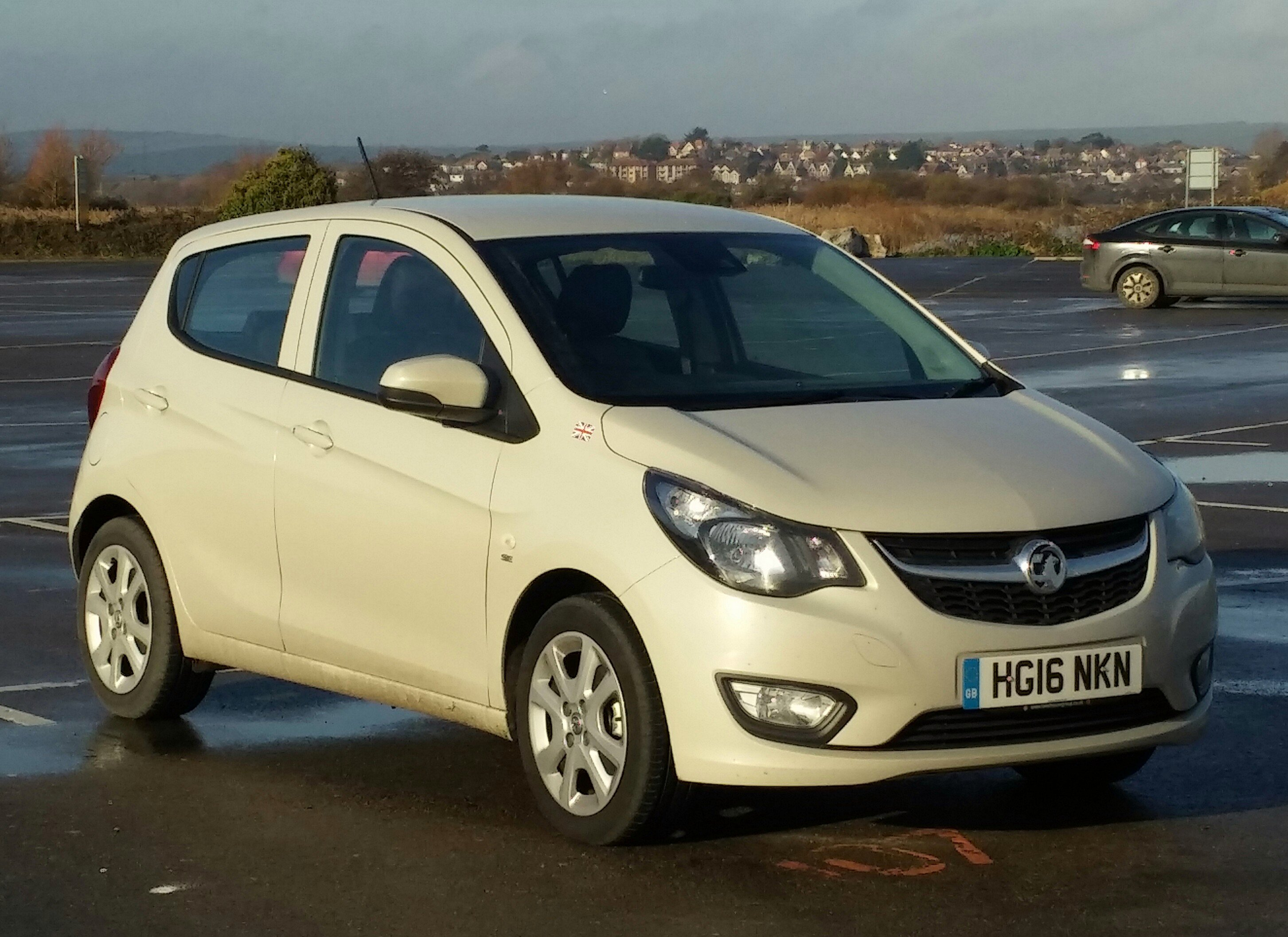
Una Vauxhall Viva

È stata presentata in anteprima mondiale al Salone dell'automobile di Ginevra nel marzo del 2015.
La Karl prende il nome da Carl von Opel, figlio primogenito del fondatore della casa del fulmine, Adam Opel ed è destinata a sostituire la Opel Agila.
Per la realizzazione del nuovo modello, la Casa di Rüsselsheim non si avvalse più dell'alleanza tra General Motors e Suzuki, attiva invece durante la progettazione e la produzione delle due generazioni di Opel Agila, per cui non venne più condivisa l'ossatura o la parte meccanica con alcun modello giapponese. Fu invece condivisa la base meccanica con la produzione Chevrolet, in particolare con la Spark, erede della Matiz e come quest'ultima prodotta in Corea del Sud. Oltretutto, il marchio Chevrolet ha cessato proprio nel 2015 di distribuire in Europa i suoi modelli di larga diffusione (con l'eccezione quindi di Corvette e Camaro), allo scopo di non innescare fenomeni di concorrenza interna tra Chevrolet e la stessa Opel. Perciò il compito della Karl fu anche quello di non far rimpiangere la Spark (che comunque continuò ad essere prodotta per altri mercati extra-europei ed anzi fu oggetto di un profondo aggiornamento coincidente con la nascita della seconda generazione). Per questo motivo, anche la Karl viene prodotta nello stabilimento sudcoreano con un prezzo di partenza per il mercato europeo pari a 10.000 euro. Invece nel Regno Unito, il prezzo di attacco è stato di 7.000 sterline per la Vauxhall Viva, versione britannica della Karl.
Viene prodotta in Corea del Sud nello stabilimento di Changwon appartenente alla GM Korea, dove viene assemblata anche la sorella Chevrolet Spark.

## Design, dotazione e tecnica

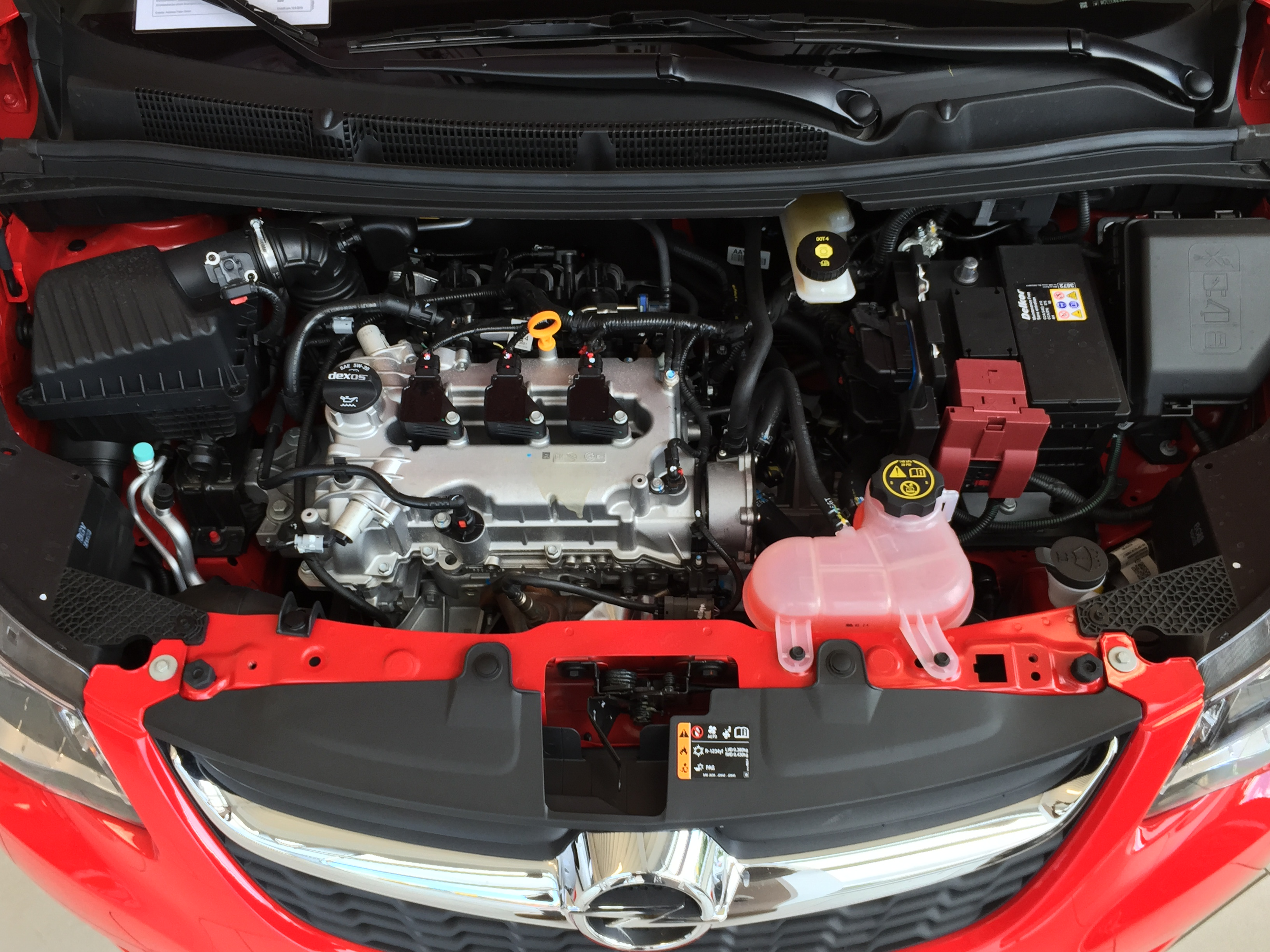
Motore

Nell'impostazione della carrozzeria, la Karl ha confermato quanto già visto nella Agila, ma in chiave più moderna: si ritrova così il classico corpo vettura piuttosto alto in rapporto alla lunghezza ed alla larghezza, studiato per garantire un buon livello di abitabilità nonostante gli ingombri ridotti. Tra i motivi stilistici già facenti parte del corso stilistico Opel vanno segnalati il taglio "cattivo" dei gruppi ottici anteriori e la presenza di numerose nervature atte a "muovere" il disegno della carrozzeria su fiancate e cofano motore. Nel complesso, il look appariva più deciso rispetto alla Agila uscente.
Il bagagliaio presentava una capacità di 206 litri con i sedili posteriori tutti in uso e di 1013 litri con i sedili abbattuti. L'equipaggiamento di sicurezza comprendeva quattro airbag anteriori e due posteriori, un sistema di monitoraggio della pressione degli pneumatici e un avviso di segnalazione di mancato aggancio delle cinture di sicurezza anteriori e posteriori. Era presente altresì (inusuale per una city-car di questo segmento) un sistema di assistenza anti-collisione.
La dotazione di serie includeva inoltre altri sistemi, tra cui il sistema Lane Departure Warning (avviso di cambio involontario di corsia), il cruise control con limitatore di velocità, il computer di bordo, il controllo elettronico di stabilità e di trazione, i fendinebbia con funzionalità di svolta e i fari direzionali. Il sistema infotainment presentava nelle prime Karl una semplicissima radio dotata di stazioni AM e FM con inclusa la presa del cavo AUX con il quale era possibile collegare qualsiasi supporto audio. Non è presente purtroppo in alcun modello Karl il lettore CD, considerato ormai da quasi tutte le case automobilistiche "non più necessario" per via della diffusione di prese USB, presenti sin dalle prime Karl.
La Karl condivideva la base meccanica e l'ossatura della scocca con la Spark: le sospensioni anteriori erano quindi le stesse, di tipo MacPherson all'avantreno, mentre il retrotreno era a ruote interconnesse con barre di torsione. L'impianto frenante era di tipo misto, cioè con dischi all'avantreno e tamburi al retrotreno. La Karl era mossa dal motore della famiglia SGE da un litro di cilindrata (999 cm³) con 3 cilindri in linea da 55 kW (75 CV) di potenza e 95 N·m di coppia erogati a 4400 giri. Come di consueto su questo genere di vetture, il motore era anteriore trasversale, mentre il cambio era manuale a cinque marce. Facoltativamente, era però disponibile un cambio automatico a cinque marce chiamato EasyTronic.  Le prestazioni erano di 13.9 secondi nello 0-100 km/h, con una velocità massima di 175 km/h e con un consumo dichiarato pari a 4,3 l per 100 km.

## Carriera commerciale

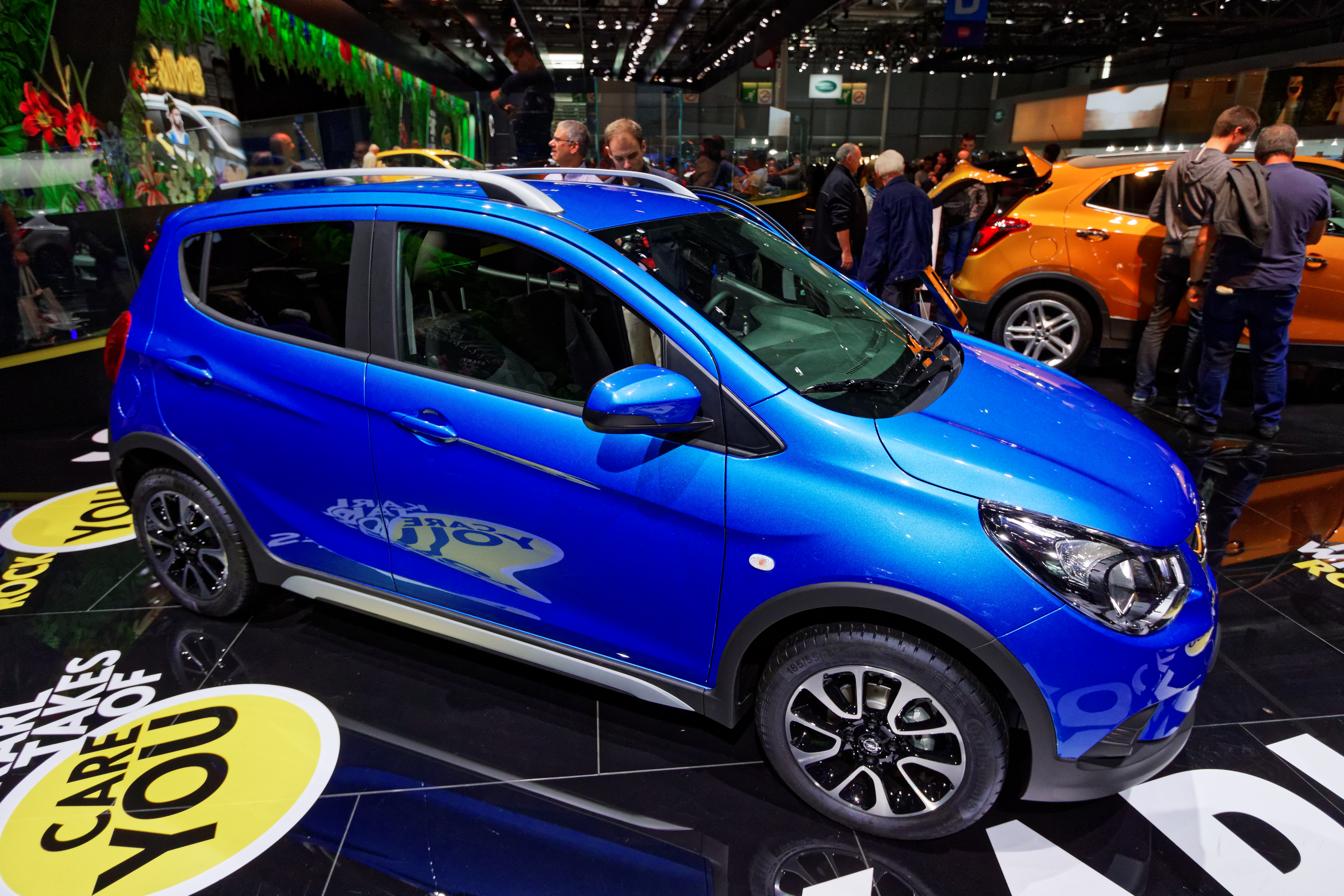
La Opel Karl Rocks al Salone di Parigi 2016

Nella metà del 2016 è stata introdotta una versione a doppia alimentazione benzina/GPL con il motore della stessa cilindrata, ma potenza ridotta da 75 a 73 CV.  Altri aggiornamenti futuri avrebbero riguardanto essenzialmente le dotazioni e gli allestimenti. Per esempio, in seguito verranno introdotti anche supporti per la lettura di chiavette USB e sistemi di lettura Bluetooth per dispositivi mobili (come per es. cellulari o tablet). Nelle ultime Karl, viene rivoluzionato tutto il sistema infotainment che presenterà al posto della classica autoradio integrata, una schermata touch, 7 pollici, a colori. In quest'ultima versione saranno introdotte le applicazioni CarPlay e Android Auto: collegando i propri cellulari (IOS o Android) alla radio tramite cavo USB, si avrà la possibilità di gestire chiamate, messaggi e musica direttamente dalla schermata o dai comandi al volante, facilitando l'attenzione del conducente alla guida.

### Opel Karl Rocks

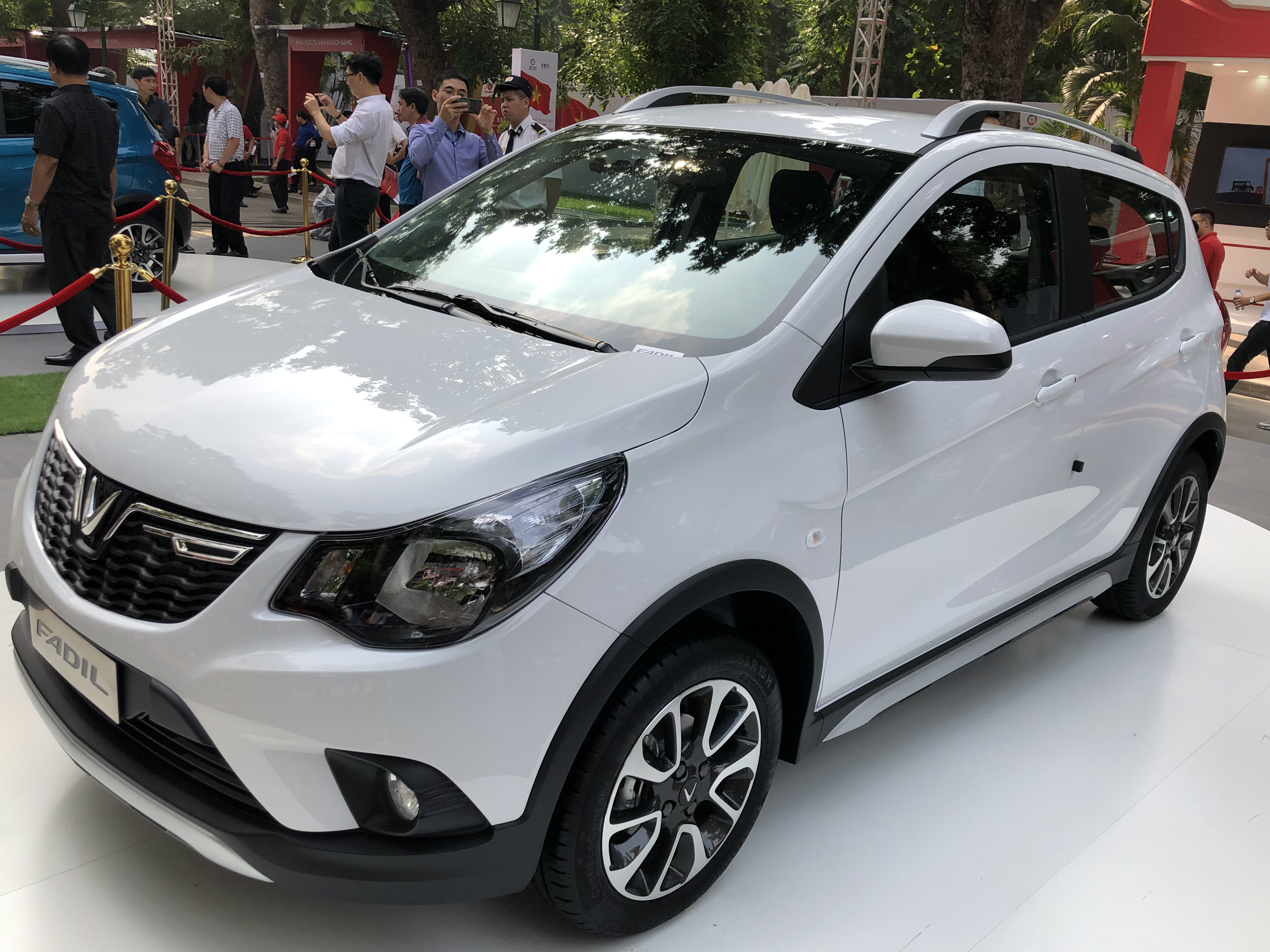
VinFast Fadil, rebadge della Opel Karl Rocks

Al Salone di Parigi 2016, viene presentata la Karl Rocks. Proprio come la Adam Rocks questa versione presentava caratteristiche da crossover come l'assetto rialzato di 1,8 cm, le protezioni in plastica che adornano la carrozzeria e l'insolito paraurti posteriore non verniciato per proteggere la carrozzeria dai piccoli urti. A causa del paraurti utilizzato come protezione, l'alloggiamento per la targa è stato spostato nel portellone, rendendo il posteriore della Karl Rocks molto simile a quello della Chevrolet Spark venduta negli Stati Uniti. Fra le novità della Karl Rocks c'erano i cerchi bicolore da 15 pollici, le barre longitudinali sul tetto, i nuovi rivestimenti dei sedili e le soglie d’accesso sui battitacco. La commercializzazione della Karl Rocks fu avviata nel mese di aprile del 2017.

### Fine produzione
La casa ha comunicato che nel 2019 la Karl, insieme a Adam e Cascada, sarebbe stata messa fuori produzione senza eredi. E difatti, puntualmente, la produzione della Karl è cessata nel mese di giugno del 2019 pur essendo disponibile in vendita sino alla fine del 2019.

## Produzione su licenza
Dall'estate 2019 la casa vietnamita VinFast ha acquisito la licenza produttiva della Karl Rocks e la assembla nel proprio stabilimento in Vietnam ribattezzata VinFast Fadil. Le uniche differenze rispetto al modello Opel sono nella mascherina col logo VinFast e nel motore, il quattro cilindri 1.4 Ecotec.

## Riepilogo versioni
Di seguito vengono riepilogate le principali caratteristiche previste per la gamma della Karl:
| Modello                                     | Produzione      | Motore | Cilindrata cm³ | Alimentazione                            | Potenza CV/rpm | Coppia Nm/rpm | Massa a vuoto (kg) | Velocità max | Acceler. 0-100 km/h | Consumo (l/100 km) | Emissioni CO2 (g/km) |
| Versioni a benzina                          |                 |        |                |                                          |                |               |                    |              |                     |                    |                      |
| Karl 1.0                                    | 03/2015-06/2019 | B10XE  | 999            | Aspirato Iniezione indiretta             | 75/6500        | 96/4500       | 959                | 170          | 13"9                | 4.5                | 104                  |
| Karl Rocks 1.0                              | 04/2017-06/2019 | B10XE  | 999            | Aspirato Iniezione indiretta             | 75/6500        | 96/4500       | 959                | 170          | 13"9                | 4,7                | 106                  |
| Versioni bi-fuel                            |                 |        |                |                                          |                |               |                    |              |                     |                    |                      |
| Karl 1.0 Gpl-Tech / Karl Rocks 1.0 Gpl-Tech | 04/2016-06/2019 | B10XF  | 999            | Aspirato Iniezione indiretta benzina/GPL | 73/6500        | 95/4500       | 1.016              | 170          | 14"9                | 5,8                | 93                   |